# Przestrzeń Moore’a (topologia algebraiczna)
Przestrzeń Moore’a – homologiczny odpowiednik przestrzeni Eilenberga-MacLane’a.
Nie jest tożsama z przestrzenią Moore’a rozpatrywaną w topologii ogólnej, która jest obiektem zupełnie innej natury.

## Definicja
Niech dana będzie grupa abelowa {\displaystyle G} oraz {\displaystyle n\in \mathbb {N} ^{+}.} Przestrzeń topologiczną {\displaystyle X} nazywana jest przestrzenią Moore’a (typu {\displaystyle M(G,n)}), o ile {\displaystyle H_{n}(X)\cong G} oraz {\displaystyle {\tilde {H}}_{i}(X)=0} dla {\displaystyle i\neq n,} gdzie {\displaystyle H_{n}(X)} jest {\displaystyle n}-tą grupą homologii przestrzeni {\displaystyle X,} a {\displaystyle {\tilde {H}}_{i}(X)} oznacza {\displaystyle i}-tą grupą homologii zredukowanych.

## Przykłady
- Sfera {\displaystyle \mathbb {S} ^{n}} jest przestrzenią Moore’a typu {\displaystyle M(\mathbb {Z} ,n).}
- Rzeczywista płaszczyzna rzutowa {\displaystyle \mathbb {RP} ^{2}} jest przestrzenią Moore’a typu {\displaystyle M(\mathbb {Z} _{2},1)}[1].